# Uccidere il re
Uccidere il re (To Kill a King) è un film del 2003, diretto da Mike Barker, basato sulla Guerra civile inglese.
In particolar modo la concentrazione è rivolta verso il rapporto tra Oliver Cromwell e Thomas Fairfax, a questo si intreccia l'ultimo periodo di vita del re d'Inghilterra Charles I. Gli anni narrati vanno dal 1648 e il 1658, anno di morte di Cromwell.

## Trama
Alla fine della Guerra civile inglese, Sir Thomas Fairfax festeggia la vittoria sull'esercito monarchico con i suoi soldati e il suo compagno di guerra Oliver Cromwell. Nel frattempo il re Charles I è confinato nel suo palazzo come prigioniero dei rivoluzionari. La prima parte è incentrata nei tentativi del sovrano di tornare al potere, come cercando di appellarsi alla moglie di Fairfax, Lady Anna, o di corrompere con incarichi prestigiosi un esponente del parlamento, Denzil Holles.
Cromwell, però, legato all'ideale radicale di portare la repubblica in Inghilterra, irrompe nel parlamento e fa imprigionare numerosi parlamentari monarchici (Purga di Pride) e mette il re sotto processo. Il 30 gennaio 1649 il re venne decapitato a Whitehall su una piattaforma costruita apposta per l'occasione.
La seconda parte è invece dedicata alle imprese di Oliver Cromwell per consolidare il regno (come le azioni belliche contro la Scozia e l'Irlanda) e il puritanesimo, del quale era un tenace sostenitore. Il 26 giugno 1657 viene incoronato come Lord protettore d'Inghilterra. Al culmine del potere i suoi rapporti con Fairfax s'incrinano ancora di più e nel 1658, con la morte di Cromwell, con lui muore il suo progetto politico. Il figlio del re decapitato torna nel 1660, facendosi incoronare come Carlo II e il Parlamento costringe il meno carismatico figlio di Cromwell Richard all'esilio volontario. Per vendicare il padre, sottopone la salma di Cromwell e di altri rivoluzionari al macabro rituale dell'esecuzione postuma.

## Premi
Il film è stato candidato per tre premi:
- Festival cinematografico internazionale di Mosca - 2003, Mike Barker
- Festival cinematografico di Emden - 2003, Mike Barker
- British Academy Film Awards - 2004, Jenny Mayhew